# Les Fées
Pour les articles homonymes, voir Les Fées (homonymie).
Les Fées est un conte de Charles Perrault, tiré des Contes de ma mère l'Oye parus en 1697.

## Résumé
Il était une fois une veuve qui avait deux filles ; l'aînée lui ressemblait si fort et d'humeur et de visage, que qui la voyait, voyait la mère. Elles étaient toutes deux si désagréables et si orgueilleuses qu'on ne pouvait vivre avec elles. La cadette, qui était le vrai portrait de son Père pour la douceur et pour l'honnêteté, était avec cela une des plus belles filles qu'on eût su voir. Comme on aime naturellement son semblable, cette mère était folle de sa fille aînée, et en même temps avait une aversion effroyable pour la cadette. Elle lui faisait manger à la Cuisine et travailler sans cesse. Il fallait entre autres choses que cette pauvre enfant allât deux fois le jour puiser de l'eau à une grande demi-lieue du logis, et qu'elle en rapportât plein une grande cruche.
Un jour qu'elle était à cette fontaine, il vint à elle une pauvre femme qui la pria de lui donner à boire. « Oui-da, ma bonne mère », dit cette belle fille ; et rinçant aussitôt sa cruche, elle puisa de l'eau au plus bel endroit de la fontaine, et la lui présenta, soutenant toujours la cruche afin qu'elle bût plus aisément.
La bonne femme, ayant bu, lui donne pour don « qu'à chaque parole que vous direz, il vous sortira de la bouche ou une Fleur, ou une Pierre précieuse. » Lorsque cette belle fille arriva au logis, sa mère la gronda de revenir si tard de la fontaine. « Je vous demande pardon, ma mère, dit cette pauvre fille, d'avoir tardé si longtemps » ; et en disant ces mots, il lui sortit de la bouche deux Roses, deux Perles, et deux gros Diamants. « Que vois-je là ! dit sa mère tout étonnée ; je crois qu'il lui sort de la bouche des Perles et des Diamants ; d'où vient cela, ma fille ? » (ce fut là la première fois qu'elle l'appela sa fille). La pauvre enfant lui raconta naïvement tout ce qui lui était arrivé, non sans jeter une infinité de Diamants.
« Vraiment, dit la mère, il faut que j'y envoie ma fille ; tenez, Fanchon, voyez ce qui sort de la bouche de votre sœur quand elle parle ; ne seriez-vous pas bien aise d'avoir le même don ? Vous n'avez qu'à aller puiser de l'eau à la fontaine, et quand une pauvre femme vous demandera à boire, lui en donner bien honnêtement. – Il me ferait beau voir, répondit la brutale, aller à la fontaine. – Je veux que vous y alliez, reprit la mère, et tout à l'heure. » Elle y alla, mais toujours en grondant. Elle prit le plus beau Flacon d'argent qui fut dans le logis.
Elle ne fut pas plus tôt arrivée à la fontaine qu'elle vit sortir du bois une Dame magnifiquement vêtue qui vint lui demander à boire : c'était la même Fée qui avait apparu à sa sœur, mais qui avait pris l'air et les habits d'une Princesse, pour voir jusqu'où irait la malhonnêteté de cette fille. « Est-ce que je suis ici venue, lui dit cette brutale orgueilleuse, pour vous donner à boire ? Justement j'ai apporté un Flacon d'argent tout exprès pour donner à boire à Madame ! J'en suis d'avis, buvez à même si vous voulez . – Vous n'êtes guère honnête, reprit la Fée, sans se mettre en colère ; hé bien ! puisque vous êtes si peu obligeante, je vous donne pour don qu'à chaque parole que vous direz, il vous sortira de la bouche ou un serpent ou un crapaud. » D'abord que sa mère l'aperçut, elle lui cria : « Hé bien, ma fille ! – Hé bien, ma mère ! lui répondit la brutale, en jetant deux vipères, et deux crapauds. – Ô ciel ! s'écria la mère, que vois-je là ? C'est sa sœur qui en est cause, elle me le paiera » ; et aussitôt elle courut pour la battre.
La pauvre enfant s'enfuit, et alla se sauver dans la Forêt prochaine. Le fils du Roi qui revenait de la chasse la rencontra et la voyant si belle, lui demanda ce qu'elle faisait là toute seule et ce qu'elle avait à pleurer. « Hélas ! Monsieur, c'est ma mère qui m'a chassée du logis. » Le fils du Roi, qui vit sortir de sa bouche cinq ou six Perles, et autant de Diamants, la pria de lui dire d'où cela lui venait. Elle lui conta toute son aventure. Le fils du Roi en devint amoureux, et considérant qu'un tel don valait mieux que tout ce qu'on pouvait donner en mariage à un autre, l'emmena au Palais du Roi son père, où il l'épousa.
Pour sa sœur, elle se fit tant haïr, que sa propre mère la chassa de chez elle ; et la malheureuse, après avoir bien couru sans trouver personne qui voulût la recevoir, alla mourir au coin d'un bois.

## Le conte
Ce conte a une source littéraire : le Pentamerone de Basile (IV-7 : Les Deux Gâteaux). Il est rapproché de celui de Cendrillon, puisqu'il porte sur les problèmes de fratrie. Ici, la cadette subit une injustice de la part de sa sœur, on assiste également à la revanche de l'enfant sur sa famille. Au sein du texte il y a une forte symbolique tant au niveau des objets qu'au niveau du conte en général… Les roses, les diamants et les perles représentent toutes les qualités de la cadette tandis que les crapauds et les serpents représentent le dégoût que l'aînée peut engendrer.
Aussi de nombreux stéréotypes sont à l'origine de la morale facile d'accès. Stéréotypie des personnages, des relations, de la société… Le lecteur se divertit donc grâce à ce conte et peut en tirer plusieurs morales : que la gentillesse est toujours récompensée mais également qu'il faut rester courtois avec n'importe quelle personne quelle que soit son apparence.

## Le titre
Le titre du conte fait référence aux versions orales, où figuraient deux fées. Charles Perrault n'en a gardé qu'une.

## Influences
Dans Le livre bleu des contes de fées, le folkloriste écossais Andrew Lang a inclus une version en anglais, Crapauds et diamants. Cette version anglaise a été illustrée par Laura Valentine et traduite en français sur wikiversité.
Dans les Contes de la rue Broca, Pierre Gripari reprend ce conte en le modifiant légèrement : la fée du robinet fait cracher des perles à la méchante fille et des serpents à la bonne. Mais ces dons sont appréciés différemment : la cracheuse de serpents rencontre l'amour en un chercheur de l'Institut Pasteur qui travaille sur les venins, et la cracheuse de perles est séduite puis abandonnée par un voyou intéressé.

## Galerie
Illustration du conte par Laura Valentine pour le recueil de contes Aunt Louisa's Nursery Favourite (1870).

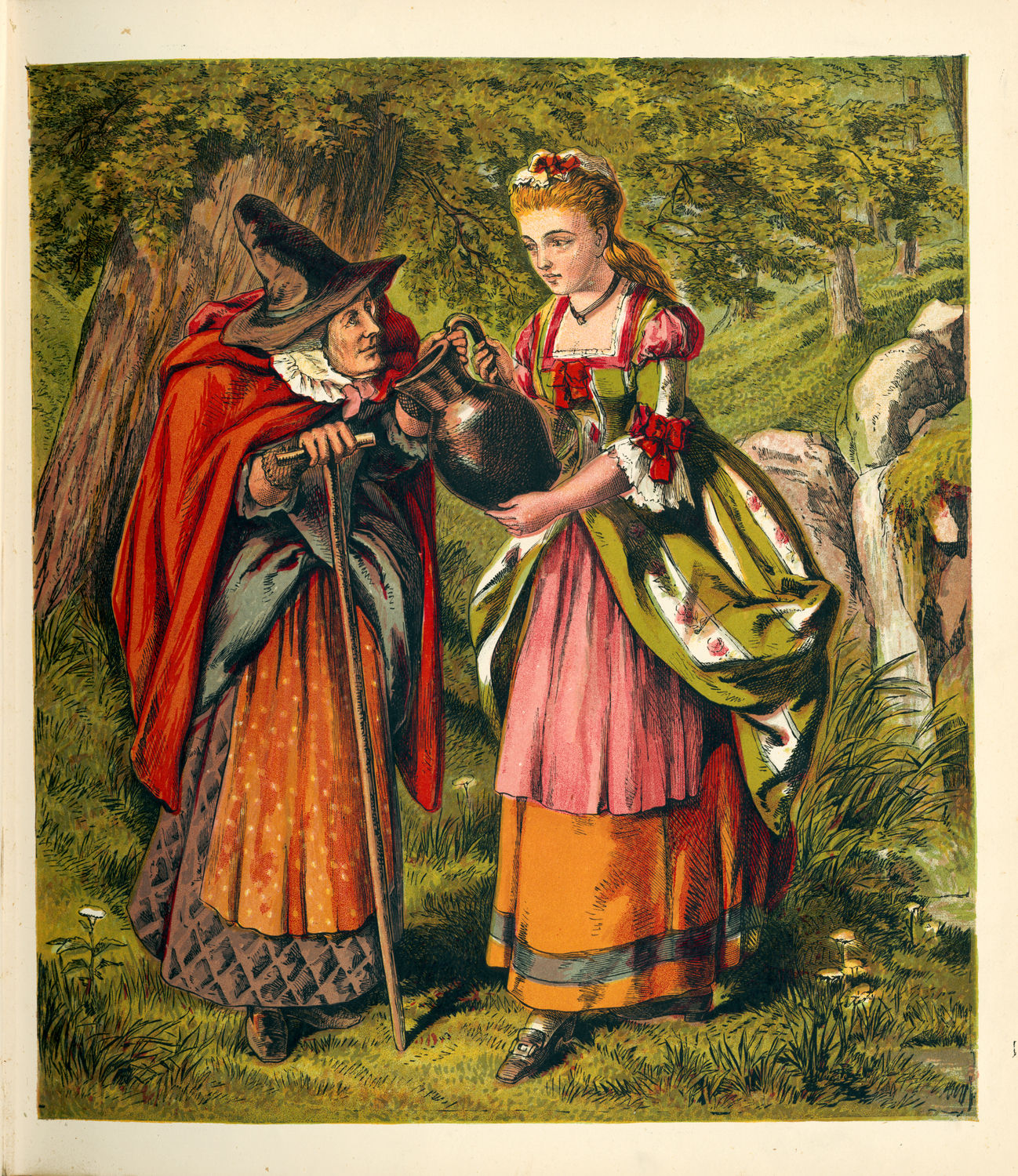
Rose, la plus jeune, et la fée.
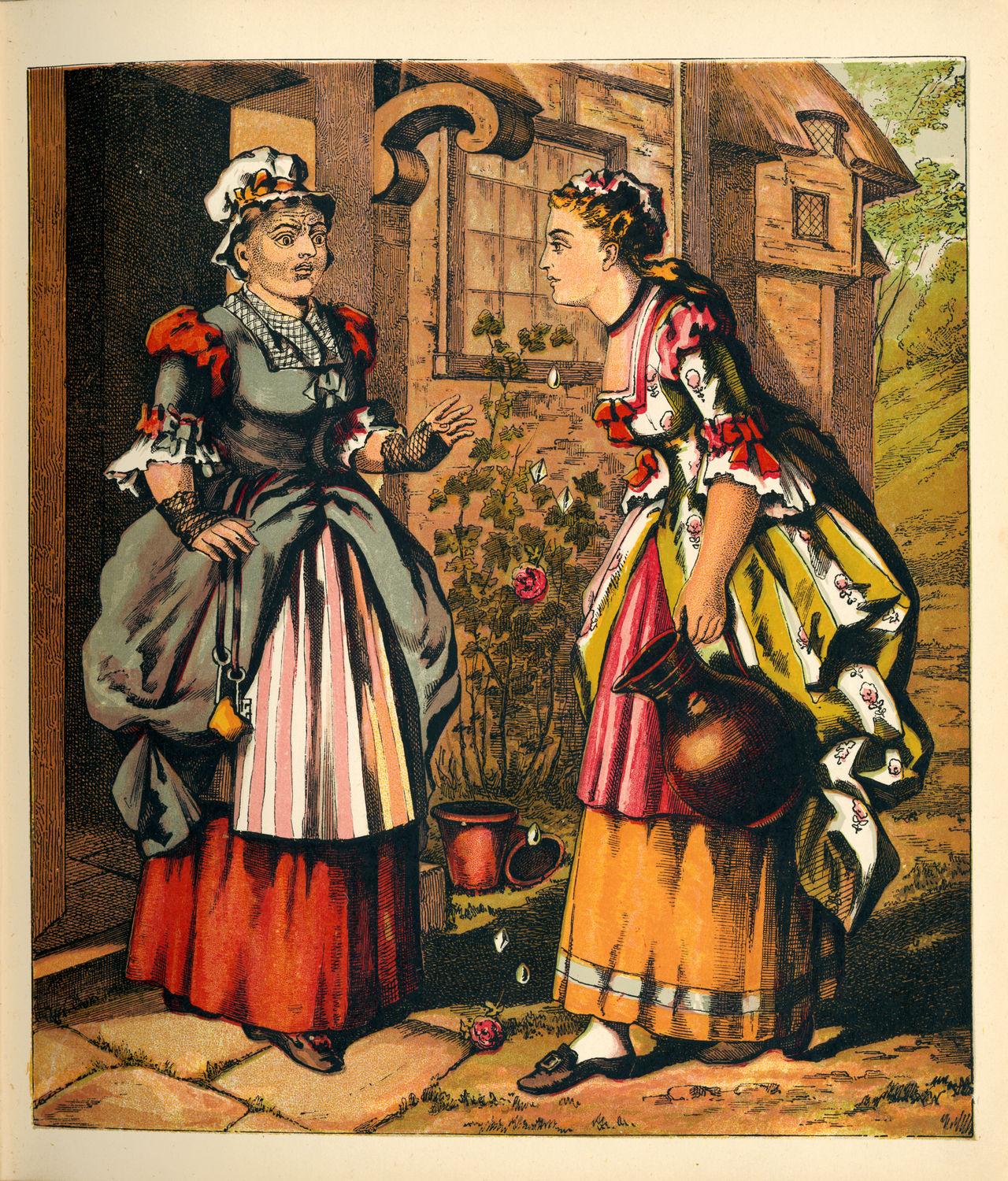
Rose et sa mère : la bénédiction.
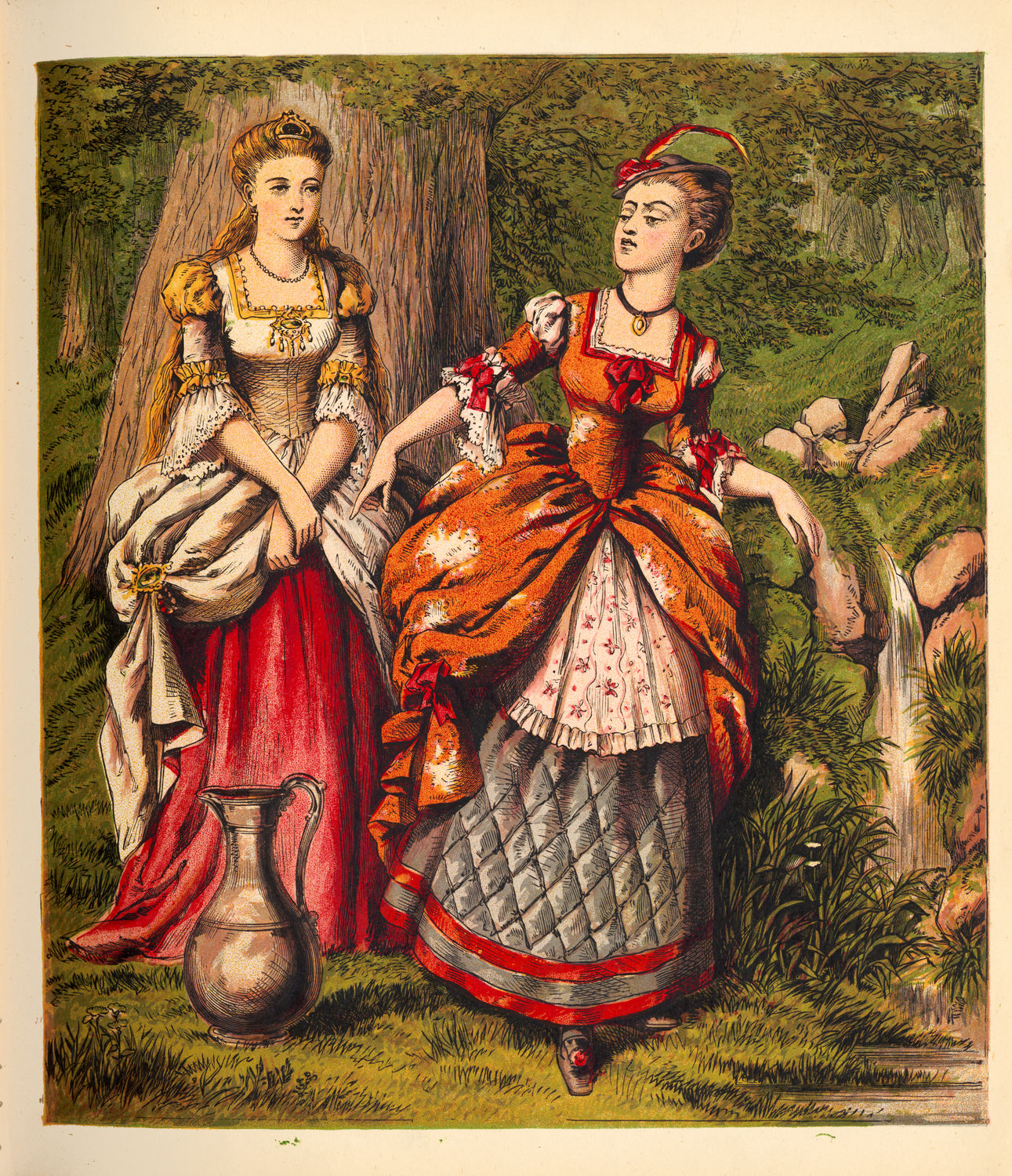
Fanny, l'ainée, et la fée.
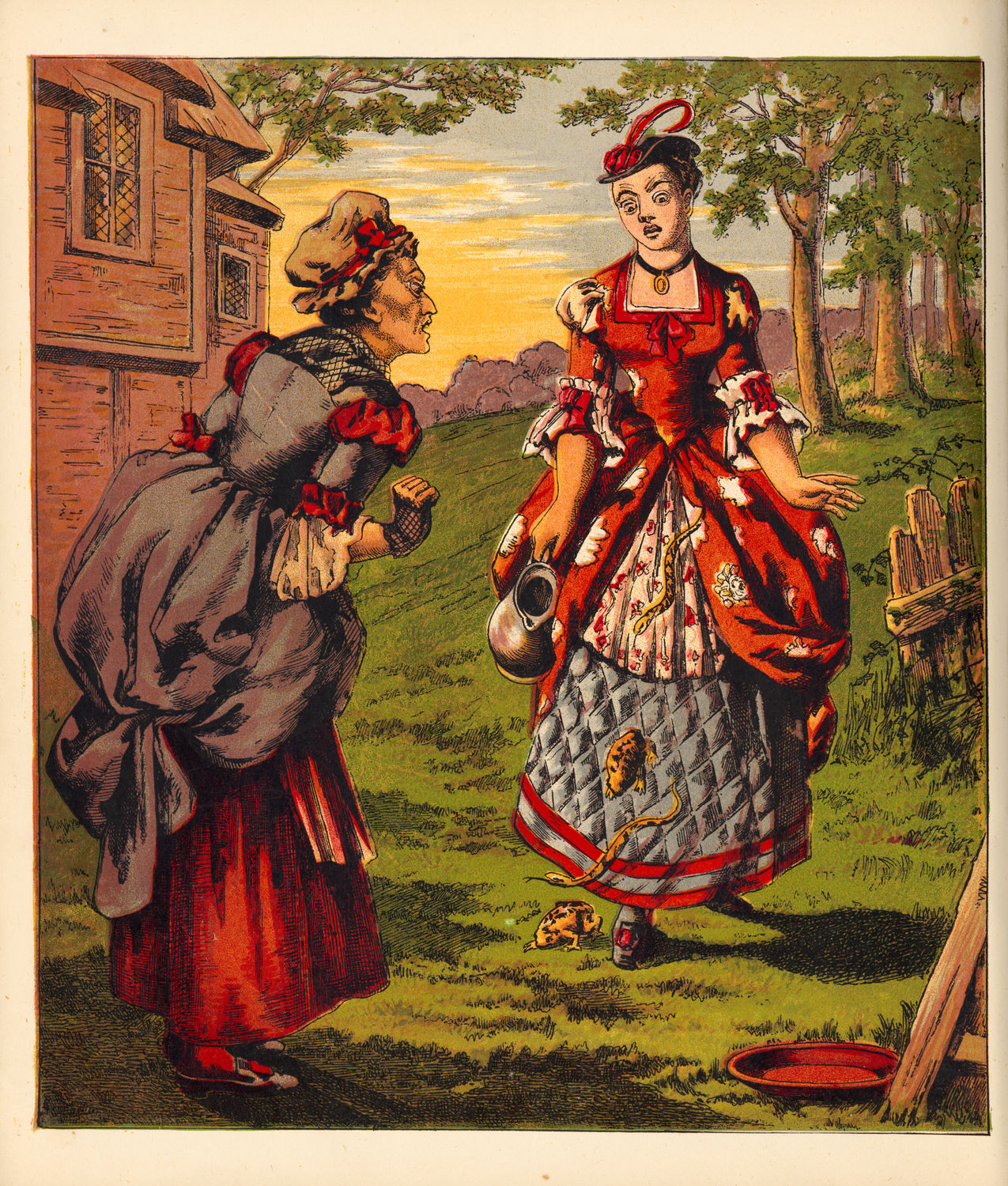
Fanny et sa mère : la malédiction.
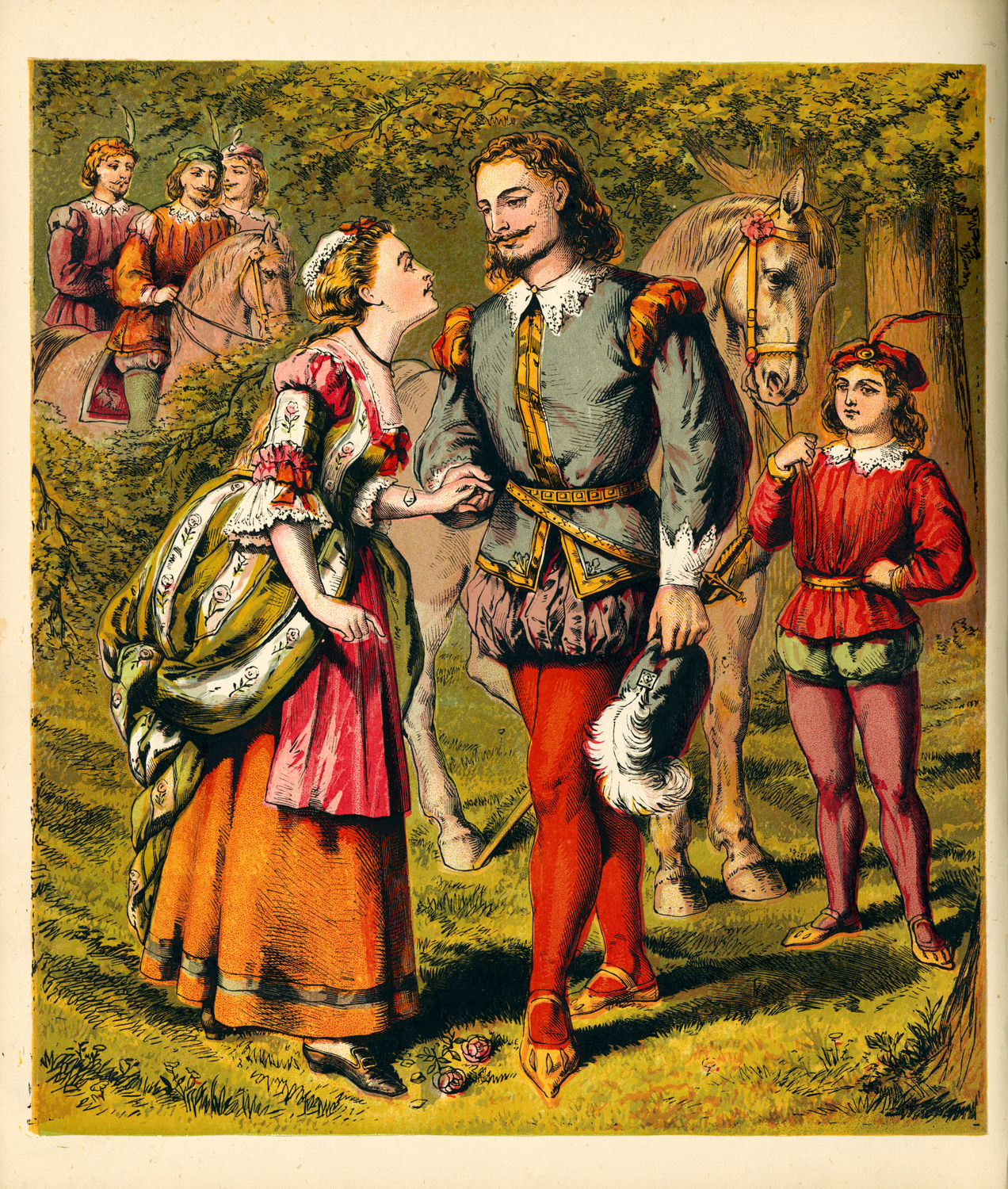
Rose dans la forêt rencontre le prince.
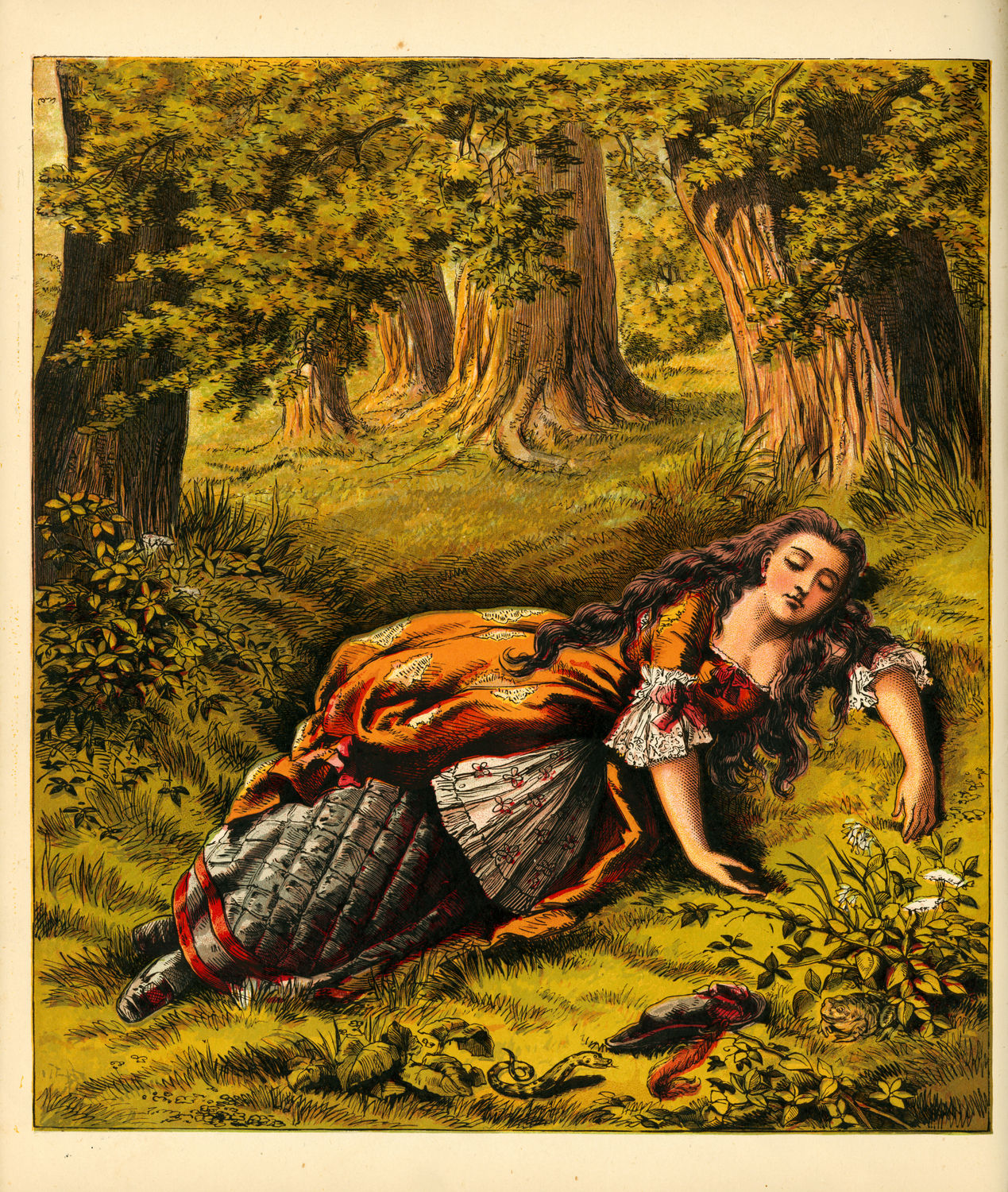
Fanny seule dans la forêt.

### Textes complets illustrés sur Wikisource
Charles Perrault
- Les Fées, éditions Barbin, 1697
- Les Fées, édition Léon Curmer, 1843
- Pierre Féron, Les Fées, 1902
- « Les Fées », dans Les Contes de ma mère l’Oye avant Perrault, 1878